# 1848
اشتهرت تاريخيا بموجة الثورات، وعرفت في أوروبا باسم ربيع أوروبا: وهي سلسلة من الصراعات انتشرت على نطاق واسع طلبا لحكومات أكثر ليبرالية، فجرت بدءا من البرازيل وحتى المجر؛ على الرغم من أن معظمها فشل في تحقيق أهدافها المباشرة، إلا أنها غيرت من المشهد السياسي والفلسفي إلى حد كبير. وكانت لها تداعيات كبيرة خلال القرن.

## أحداث
- تأسيس مدينة توكوبيتا [الإنجليزية] وتقع حاليا في فنزويلا.
- تأسيس مدينة كوروزال تاون وتقع حاليا في بليز.
- تأسيس مدينة مقاطعة تشيتري وتقع حاليا في بنما.
- تأسيس مدينة دنيدن وتقع حاليا في نيوزيلندا.
- تأسيس مدينة يوينسو على يد نيكولاي الأول وتقع حاليا في فنلندا.
- تأسيس مدينة كرايستشرش وتقع حاليا في نيوزيلندا.
- نهاية الحرب المكسيكية الأمريكية في 2 فبراير 1848 والتي بدأت في 24 أبريل 1846.
- وقوع خمسة أيام من ميلان بداية من 18 مارس 1848 إلى 22 مارس 1848.
- بداية حرب شلسفيغ الأولى في 24 مارس 1848 والتي انتهت في 8 مايو 1852.

2 فبراير: توقيع معاهدة غوادالوبي هيدالغو مماانهى الحرب المكسيكية الأمريكية والتنازل عن جميع أقاليم جمهورية تكساس'إلى الولايات المتحدة مقابل 15 مليون $.

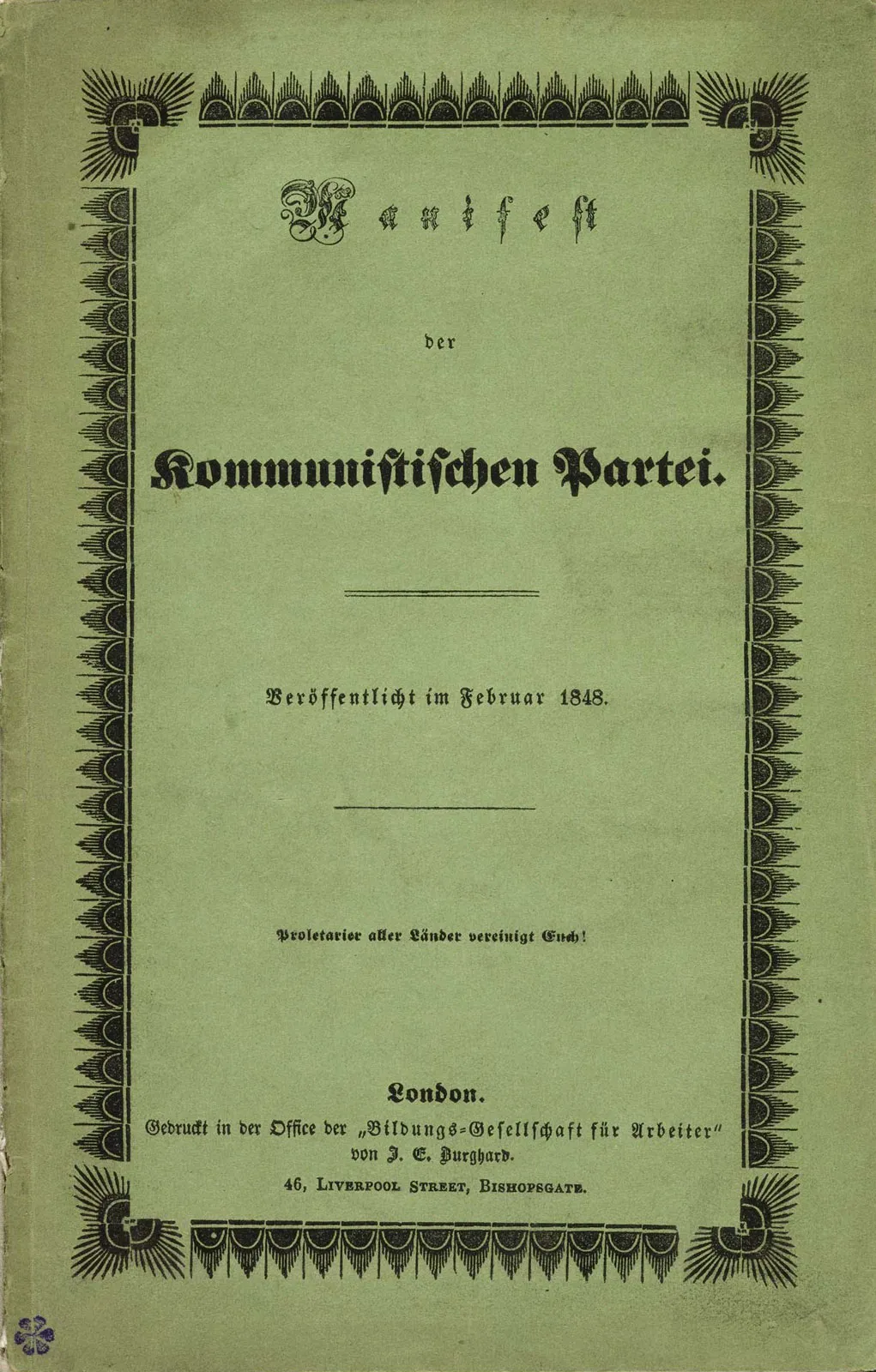
21 فبراير:أصدر كارل ماركس بيان الحزب الشيوعي.

29 مايو: الاعتراف ويسكونسن بالولاية 30 للولايات المتحدة.

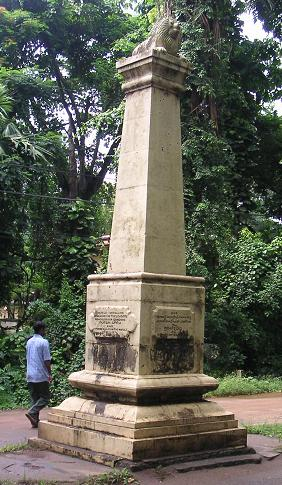
26 يوليو: بدأ تمرد ماتاله في سري لانكا.

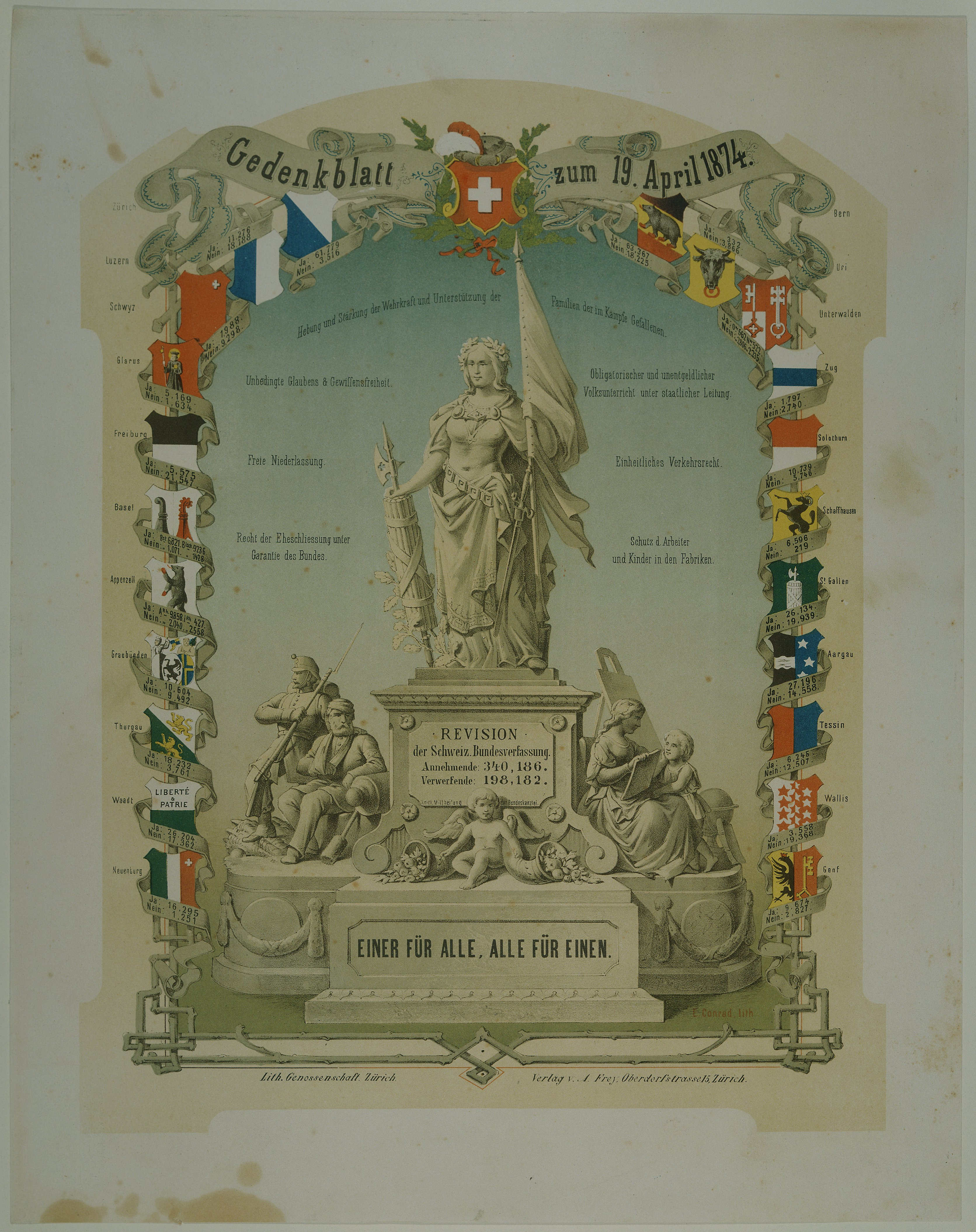
12 سبتمبر: أعاد الإتحاد السويسري تشكيل نفسه إلى جمهورية فدرالية.

### يناير-مارس
- 3 يناير ـــ أدي جوزيف جنكينز روبرتس اليمين بصفته أول رئيس لجمهورية ليبريا الأفريقية المستقلة.
- 12 يناير – اندلاع ثورة باليرمو في صقلية ضد مملكة الصقليتين البوربونية.
- 24 يناير – حمى الذهب في كاليفورنيا: وجد جيمس و. مارشال الذهب في كولوما، كاليفورنيا.
- 31 يناير
  - البدء ببناء نصب واشنطن في العاصمة واشنطن.
  - خضع جون فريمونت لمحاكمة عسكرية بسبب التمرد وعصيان الأوامر. وألغى الرئيس الأمريكي جيمس بولك العقوبة، ولكن اعتزل فريمونت في إقليم كاليفورنيا.
- 2 فبراير ــ انتهاء الحرب المكسيكية الأمريكية رسميا بتوقيع معاهدة غوادالوبي هيدالغو حيث تنازلت المكسيك بموجبها عن جميع الأقاليم المسماة حاليا جنوب غرب الولايات المتحدة إلى الولايات المتحدة. وأصبح إقليم كاليفورنيا غير المدمج بعد حيازة رسمية مؤقتة؛ وإن لم ينظمه الكونغرس الأمريكي أبدا كأراضي، ولكن أخذ متطلبات الدولة مباشرة في 1850.
- 21 فبراير –أصدر كلا من كارل ماركس وفريدريك إنجلز وثيقة بيان الحزب الشيوعي (Manifest der Kommunistischen Partei) في لندن.
- 23 فبراير – استقالة فرانسوا جيزو رئيس وزراء فرنسا بعد مقتل 52 شخصا من الغوغاء في باريس على يد جنود يحرسون مباني عامة.
- 24 فبراير – تنازل ملك فرنسا لويس فيليب الأول لصالح حفيده الأمير فيليب، كونت باريس, ويفر إلى إنجلترا بعد أيام من الثورة. وألفونس دو لامارتين يعلن الجمهورية الفرنسية الثانية باسم حكومة مؤقتة انتخبها البرلمان تحت ضغط الغوغاء.
- 2 مارس ــ اضطرابات مارس تعم السويد.
- 11 مارس ــ أصبح لويس-هيبوليت لافونتين وروبرت بالدوين أول رئيسين مشتركين لمقاطعة كندا ينتخبون ديمقراطيا في ظل نظام حكومي مسؤول.
- 13 مارس ــ استقالة الأمير مترنيخ من المستشارية ومن وزارة خارجية الإمبراطورية النمساوية.
- 15 مارس ــ اندلاع الثورة المجرية 1848. وقاد ساندور بيتوفي ومور جوكاي وغيرهم ثورة الشباب المثقفين المجر وسميت (بشباب مارس) (Márciusi Ifjak) ونظموا مظاهرة سلمية ضخمة في بست لمواجهة سلطات هابسبورغ في المدينة لقبول مطالبهم ال 12: مطالبات المجريين للحرية وتقرير المصير داخل إمبراطورية هابسبورغ. وفي نفس اليوم ذهب لويوش كوشوت وممثلو مجلس الدايت إلى فيينا وأجبروا الإمبراطور وملك المجر فرديناند الأول على قبول المطالب الهنغارية لتقرير المصير داخل الإمبراطورية.
- 18 مارس ــ اندلاع قتال الحواجز في برلين بين الثوريين والقوات الملكية مما مثل تتويجا للثورة الألمانية في 1848-1849. ويقتل المئات في الاشتباكات ولكن اضطر فريدرش فيلهلم الرابع لتكريم القتلى وعيّن حكومة ليبرالية.
- 22 مارس ــ استقلال جمهورية سان ماركو في البندقية.
- 23 مارس ــ تأسيس مدينة دنيدن في نيوزيلندا مع وصول المستوطنين من اسكتلندا.
- 24 مارس ــ بدء حرب شلسفيغ الأولى ((بالألمانية: Schleswig-Holsteinischer Krieg) أو حرب الثلاث سنوات (بالدنماركية: Treårskrigen)‏) وهو نزاع عسكري في جنوب الدنمارك وشمال ألمانيا ويعود إلى قضية شلسفيغ هولشتاين، وقضية منافسة على من يجب أن يسيطر على دوقتي شليسفيغ وهولشتاين.

### أبريل ــ يونيو
- 11 أبريل ــ شكلت أول حكومة وطنية هنغارية، برئاسة لويوش باتياني. وإصدار قوانين أبريل وهي أول القوانين الثورية الديمقراطية في المجر. وهذه القوانين هي أول القوانين الحديثة في هنغاريا التي وضعت حدا للامتيازات الإقطاعية للنبلاء والعبودية، وتعلن حرية الدين وحرية الصحافة وأساس البنك الوطني الهنغاري. ونظمت أول انتخابات ديمقراطية في المجر مستندة على التمثيل الشعبي، والحرس الوطني، دمج ترانسيلفانيا مع المجر الخ.. وصادق إمبراطور النمسا وملك المجر فرديناند الأول على هذه القوانين التي شكلت حجر الأساس لبلاد المجر الحديثة.
- 18 أبريل ــ اندلاع حرب السيخ الثانية في البنجاب.
- 29 أبريل ــ نشر البابا بيوس التاسع خطابا رسميا يعلن فيه رفضه دعم بيدمونت سردينيا في حربها ضد النمسا وبدد الآمال في أن يكون حاكما للجمهورية الإيطالية. وبدا النظر إلى خطابه الذي سحب فيه بيوس دعمه المعنوي لحركة توحيد إيطاليا على أنها الخطوة الأولى لردة فعل آتية لسحق ثورات 1848.
- 15 مايو
  - هاجم راديكاليون مجلس النواب الفرنسي.
  - اجتمع 40,000 روماني في بلاج احتجاجا على ضم ترانسيلفانيا إلى هنغاريا.[1]
- 18 مايو ــ افتتاح أول مجلس وطني ألماني (برلمان فرانكفورت) في فرانكفورت ألمانيا.
- 19 مايو ــ انهت معاهدة غوادالوبي هيدالغو الحرب بين بين المكسيك والولايات المتحدة وقد صادقت عليها الحكومة المكسيكية (انظر: 2 فبراير فوق).
- 29 مايو ــ الاعتراف ويسكونسن بالولاية 30 للولايات المتحدة.
- يونيو ــ بدأ صرب مقاطعة فويفودينا بالمظاهرات ضد الحكومة الهنغارية.
- 2ــ12 يونيو ــ مؤتمر براغ السلافي يجمع أعضاء الحركة السلافية.
- 17 يونيو ــ قصف الجيش النمساوي براغ وسحق ثورة الطبقة العاملة..
- 21 يونيو ــ اندلاع ثورة الأفلاق 1848: اعلان إيسيلاز وانشاء الحكومة الرومانية الثورية بقيادة أيون هيليادي رادولسكو وكريستيان تل.

### يوليو ــ سبتمبر
- 5 يوليو ــ البدء بالعمل في البرلمان الوطني الثوري الهنغاري.
- 19 يوليو ــ حقوق المرأة ــ مؤتمر سينيكا فولز: افتتح مؤتمر حقوق المرأة لمدة يومين في سينيكا فولز, نيويورك.
- 26 يوليو ــ اندلاع تمرد ماتاله ضد حكم الحكم البريطاني في سريلانكا.
- 29 يوليو ــ تمرد الشباب الأيرلندي : سحقت الشرطة الأيرلندية الملكية ثورة وطنية في مقاطعة تيبيراري ضد الحكم البريطاني.[2]
- 6 أغسطس ــ جنود وطاقم الفرقاطة دايدالوس الملكية البريطانية تدعي برؤيتها ثعبان البحر بطول 18 متر جنوب المحيط الأطلسي.
- 14 أغسطس ــ الرئيس الأمريكي جيمس بوك يلحق أرض أوريغون بعد تسوية قامت بموجبها بريطانيا ببيع جزء من الأرض والتي أصبحت إقليم أوريغون تابع للولايات المتحدة.
- 17 أغسطس ــ أنضمت ولاية يوكاتان رسميا بالمكسيك.
- 19 أغسطس ــ حمى الذهب في كاليفورنيا: صحيفة نيويورك هيرالد تذيع الأخبار إلى الساحل الشرقي للولايات المتحدة بأن هناك اندفاع على الذهب في ولاية كاليفورنيا (مع أن الاندفاع بدأ في يناير).
- 28 أغسطس ــ انضمام أول نائب أسود في البرلمان الفرنسي ممثلا عن غوادلوب.
- 7 سبتمبر ــ النمسا تحظر الاتجار بالرق.
- 11 سبتمبر ــ عبر يوسب يلاتشيتش بان كرواتيا نهر درافا وهاجم المجر بهدف إنهاء الثورة فيها.
- 12 سبتمبر ــ سويسرا: إحدى ثورات 1848 الناجحة، دخل دستور سويسرا الاتحادي حيز النفاذ وهو على غرار الدستور الأمريكي، وخلق جمهورية اتحادية واحدة من أولى الدول الديمقراطية الحديثة في أوروبا.
- 13 سبتمبر ــ دخل قضيب حديد ضخم رأس فينس غيج بولاية فيرمونت ومع ذلك فقد نجا وعاش.
- 16 سبتمبر ــ اكتشف كلا من ويليام لاسيل ووليام بوند [الإنجليزية] القمر هايبريون إحدى أقمار المشتري.
- 25 سبتمبر ــ رفض فرديناند الأول إمبراطور النمسا وملك هنغاريا الاعتراف بالحكومة الهنغارية التي يقودها لايوش باتياني. فاستقالت الحكومة وشكلت بدلا عنها لجنة الدفاع الوطني، وتعد مؤقتا حكومة أزمة للإستقلال عن فيينا بقيادة زعيمها لويوش كوشوت.
- 29 سبتمبر ــ الجيش الثوري الهنغاري بقيادة يانوس موقا يهزم الجيش الكرواتي بقيادة يوسب يلاتشيتش ويجبره على التراجع صوب فيينا.

### أكتوبر ــ ديسمبر
- أكتوبر ــ نشرت الرواية الأولى لإليزابيث غاسكل في لندن باسم ماري بارتون: قصة عن الحياة في مانشستر.
- 2 أكتوبر ــ أصبحت لجنة الدفاع الوطني (Országos Honvédelmi Bizottmány) بقيادة لويوش كوشوت السلطة التنفيذية الوحيدة في المجر بعد استقالة حكومة لويوش باتياني.
- 3 أكتوبر ــ أعلن الجنرال أنتال بوشنر قائد الجيش النمساوي في ترانسيلفانيا التمرد ضد المجر، ووقوفه بجانب المتمردين الرومانيين بقيادة أفرام يانكو، فهاجم وطارد القوات الهنغارية التي احتلت ترانسيلفانيا. وقد قتل 7500-8500 من المدنيين الهنغاريين ذبحا على يد المتمردين الرومانيين خلال الفترة (بين أكتوبر-يناير 1848-1849، وأيضا بين مايو-يوليو 1849)[3]
- 24 أكتوبر ــ مجزرة للعصابات الرومانية بحق 640 مدني هنغاري في بلدة زلاتنا في ترانسيلفانيا.[4]
- 28 أكتوبر ــ افتتح في كتالونيا-إسبانيا أول سكة حديد برشلونة-ماتارو (أول طريق يتم بناؤه في شبه الجزيرة الإيبيرية).
- 30 أكتوبر ــ معركة شوخات: هزم جيش الإمبراطورية النمساوي بقيادة ألفريد الأول ويوسب يلاتشيتش القوات الهنغارية التي عبرت الحدود النمساوية للالتحام مع ثوريي فيينا.
- 31 أكتوبر ــ احتل الجيش الإمبراطوري بقيادة ألفريد الأول العاصمة فيينا حيث سحق الثورة المجرية.
- 1 نوفمبر ــ افتتاح أول كلية طب للبنات في بوسطن-ماساتشوستس والتي اندمجت لاحقا مع كلية طب جامعة بوستن.
- 3 نوفمبر ــ دستور جديد لهولندا (صاغه يوهان رودولف ثوربيك)، حد بشدة من قوة النظام الملكي ويدخل الديمقراطية التمثيلية.
- 4 نوفمبر ــ صادقت فرنسا على دستورها الجديد. حيث أنشئت جمهورية فرنسا الثانية، مما أنهى الحكومة المؤقتة التي استمرت منذ ثورة 1848.
- 24 نوفمبر ــ البابا بيوس التاسع يفر من روما سرا نحو نابولي.
- 2 ديسمبر ــ تنازل الإمبراطور فرديناند الأول عن الحكم لإبن أخيه فرانتس يوزف الذي بقي إمبراطورا للنمسا وملك المجر وبوهيميا حتى وفاته في 1916.
- 6 ديسمبر ــ هاجم جيش النمسا الإمبراطوري بقيادة فرانز شليك المجر.
- 10 ديسمبر ــ انتخاب الأمير لويس نابليون بونابرت أول رئيس للجمهورية الفرنسية الثانية.
- 16 ديسمبر ــ عبر باقي الجيش الإمبراطوري النمساوي بقيادة ألفريد الأول حدود المجر.
- 18 ديسمبر ــ انشئت أول مستعمرة كبيرة على مضيق ماجلان، وهي مستعمرة بونتا أريناس.
- 20 ديسمبر
  - أدى الرئيس نابليون الثالث اليمين الدستورية أمام الجمعية الوطنية الفرنسية.
  - إلغاء الرق في لا ريونيون. وقد احتفل بهذا اليوم سنويا منذ 1981.
- 25 ديسمبر ــ دخلت القوات المجرية بقيادة يوسف بم مدينة كولوزفار (كلاج) بعد هزيمتهم الجيش النمساوي في شمال ترانسيلفانيا.
- 30 ديسمبر ــ هزم الجيش الإمبراطوري بقيادة يوسب يلاتشيتش الجيش المجري بقيادة مور بيرزل في معركة مور.

## مواليد
- آرثر جيمس بلفور
- أوتو ليلينتال
- أوكتاف ميربو
- إبراهيم الاسكوبي
- بول غوغان
- تارو كاتسورا
- عبد الرحمن الصنادلي
- عبد الرحمن الكواكبي
- عبد القادر المجاوي
- غوستاف كاييبوت
- فرنثيسكو براديا
- كوتلب فريج
- ليزلي مورتيمر شو
- هانس ديلبروك
- هيلموت فون مولتكه الأصغر
- هيهاتشيرو توغو
- ترومان ألدريتش، سياسي أمريكي.
- جعفر زوين

## وفيات
- إبراهيم محمد علي باشا
- إيميلي برونتي
- جورج ستيفنسون
- جون كوينسي آدامز
- ليوبولدو الثاني دوق توسكانا الأكبر
- وليام لامب
- 7 أغسطس - الكيميائي السويدي جونز جاكوب برزليوس. (ولد 1779 م).

## معرض صور

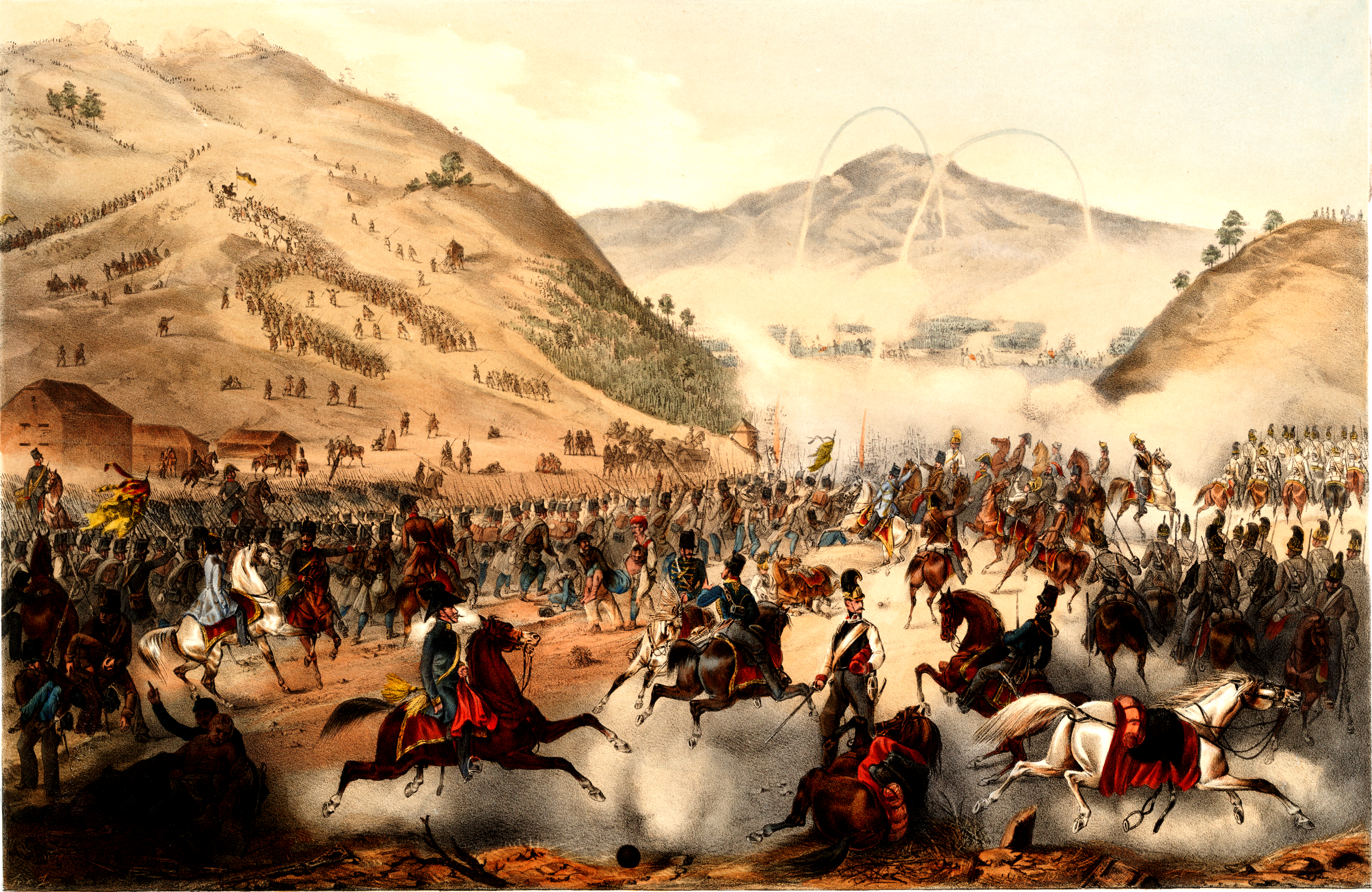
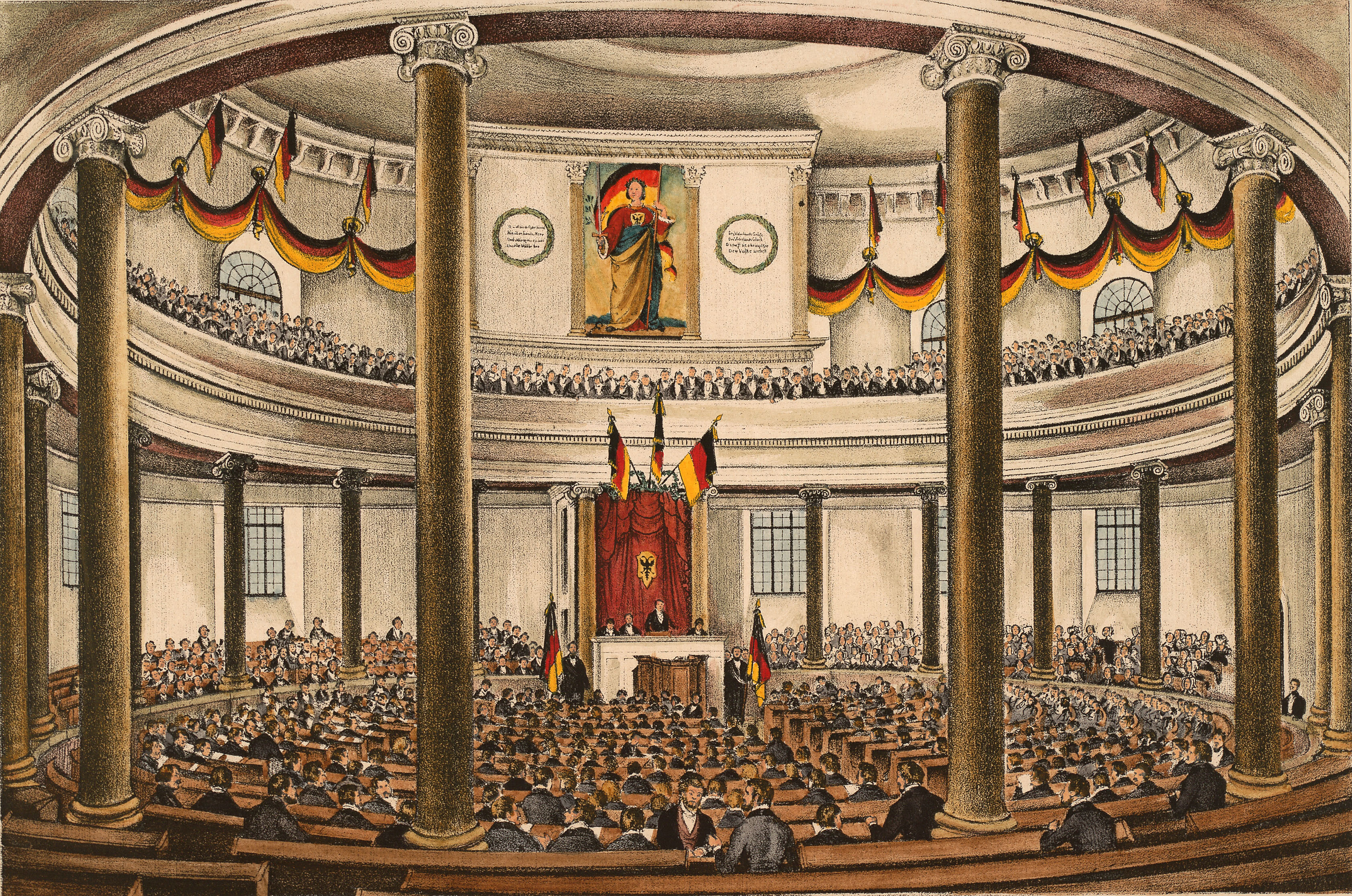
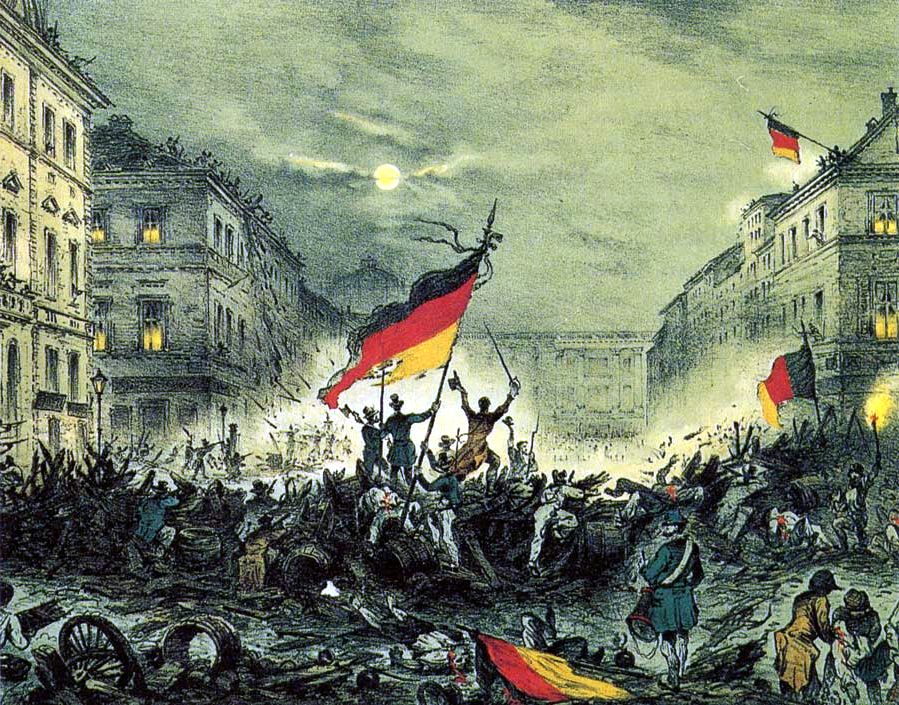
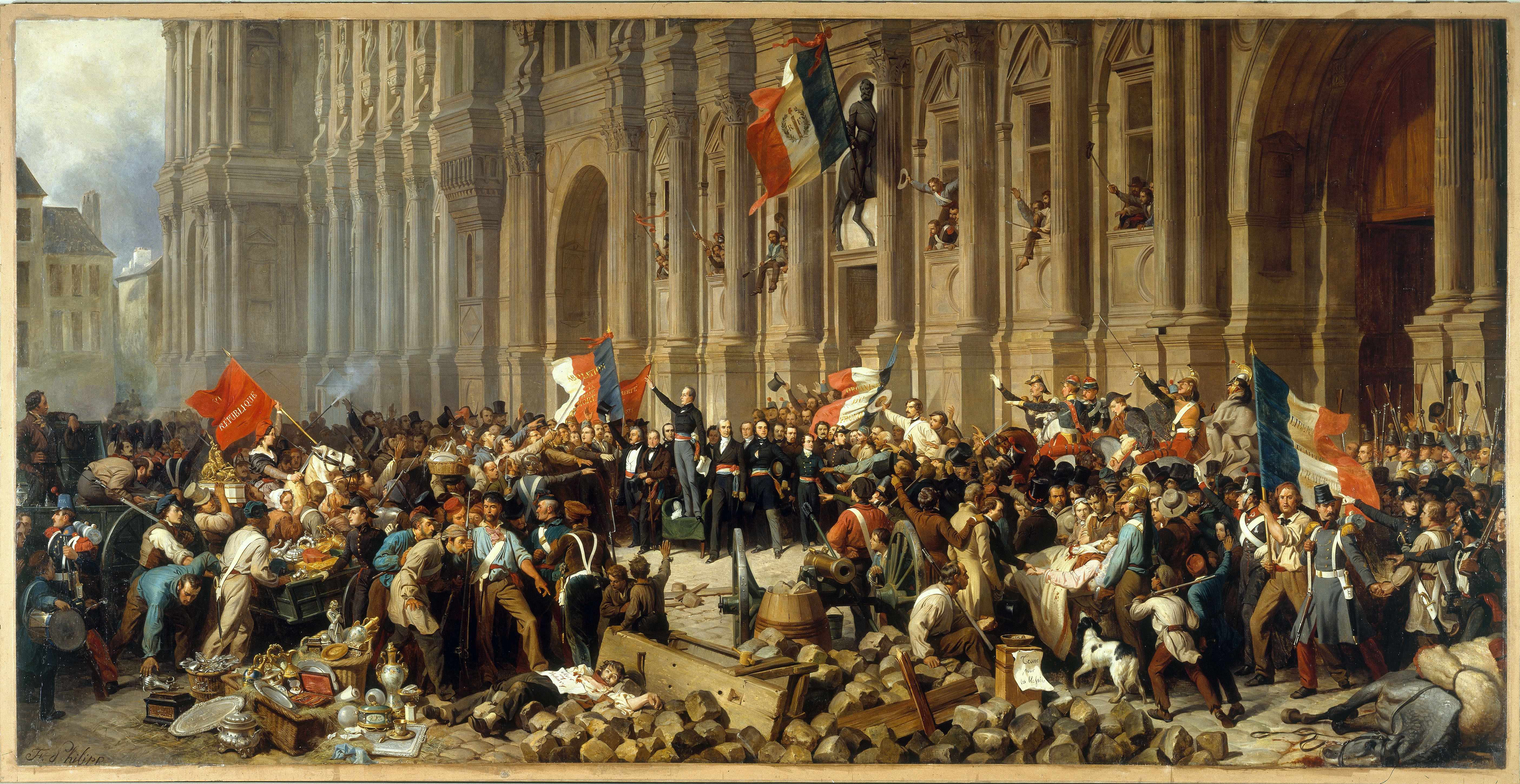